# 肯尼思·卡翁达

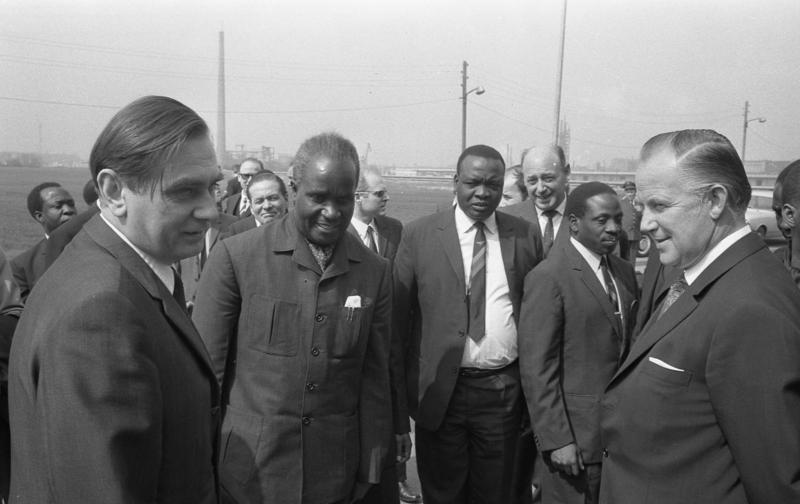
肯尼思·卡翁达（左二），摄于1970年

肯尼思·卡翁达（英語：Kenneth David Kaunda；1924年4月28日—2021年6月17日），赞比亚政治家，1964年至1991年间出任首任赞比亚总统。他是贊比亞執政時間最長的總統，被誉为“赞比亚国父”。他也是非洲民族解放运动的元老和非洲社会主义尝试的代表人物之一，是非洲统一组织（今非洲联盟）和不结盟运动的资深领导者。

## 生平
卡翁达1964年1月任北罗德西亚自治政府总理。同年10月赞比亚独立，成立共和国，其成为该国开国首任总统。
卡翁达执政初期，受基督教和甘地非暴力思想的影响，主张积极的非暴力行动。他耐心调处部落制问题，避免了部落间的内战，但是国内政治暴乱时有发生，边境上受到罗得西亚入侵的压力，导致他在1973年解散所有反对党，实行联合民族独立党领导的一党制。
1967年5月，他提出“人道主义的社会主义”理论，主张通过非暴力的人道主义途径建立“以人为中心”的社会主义；这种理论是非洲原始公社思想、基督教义、泛非主义、甘地思想、费边社会主义结合的产物。
1976年，赞比亚国内经济因铜矿减产衰退，又逢邻国安哥拉内战激烈，卡翁达宣布“赞比亚共和国处于紧急状态”，独揽党政军大权，至1991年9月赞比亚改行多党制。
1991年11月，卡翁达在赞比亚首次多党总统选举中落败，同年12月31日，宣布退出政坛。1992年9月27日，他在联合民族独立党第2次特别代表大会上宣布辞去主席职务。
1994年10月，卡翁达重返赞比亚政坛。1995年2月因被指控在琼圭河地区举行非法集会而遭到警方追捕，20日在首都卢萨卡的一个地方法院接受审讯。1995年6月再任联合民族独立党领袖。9月被软禁在赞比亚东部省省会奇帕塔。
1997年12月底，卡翁达被控“支持未遂军事政变”，被赞比亚警方拘捕，1998年6月获释。
1999年3月，赞比亚最高法庭以卡翁达的父亲大卫·卡翁达生于尼亚萨兰（今马拉维）为由，判其为“无国籍人士”。
2000年，卡翁达重获赞比亚国籍，并宣布“永不重返政治舞台”。
2021年6月14日因肺炎入院，6月17日去世，官方宣佈全國哀悼3星期。

## 对华关系
在执政期间，卡翁达曾于1967年、1974年、1980年及1988年4次访问中华人民共和国，被誉为“中国人民的老朋友”。
1967年，卡翁达同坦桑尼亚总统尼雷尔联合访华，并签署了中、赞、坦共同建设坦赞铁路的协议书。
毛泽东在1974年2月22日会见卡翁达时，提出了关于三个世界划分的理论，号召亚非拉各国人民“联合起来反对霸权主义”。
在退休后，卡翁达又在2003年9月，2007年，2009年和2011年多次访华。2011年11月24日以赞比亚萨塔总统特使身份，会见了习近平和戴秉国等领导人。

## 获得荣誉
- 大指挥官级赞比亚之鹰勋章（2003年1月）[18]